# 西捲縣
西捲縣（西卷「音拳」縣），漢武帝元鼎六年（前111年），開交趾已南置，後漢屬交州日南郡，晉、宋、南齊、隋仍置屬揚州比景郡。